# Tobago Cays

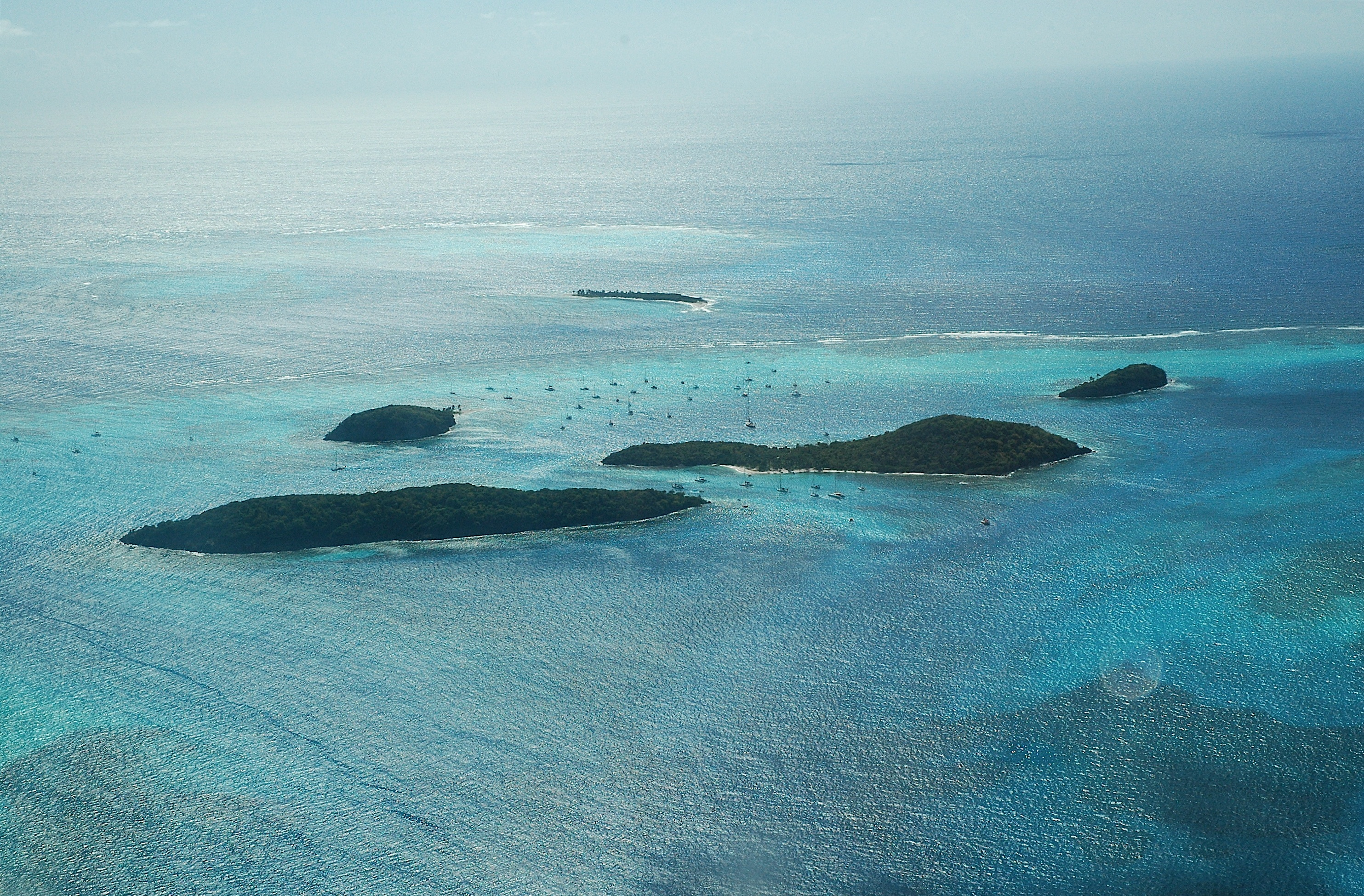
Vue aérienne des îles Tobago Cays

Les Tobago Cays sont un petit groupe d'îles de la mer des Caraïbes faisant partie des Grenadines, un archipel des Antilles. Appartenant à l'État de Saint-Vincent-et-les-Grenadines, ils sont situés entre les îles de Saint-Vincent et de Grenade. Ces cayes sont situées à l'est de l'île de Mayreau, au sud de Canouan.
Elles constituent l'élément principal du Tobago Cays Marine Park, un parc national de préservation de la vie sauvage, dont le siège se trouve à Clifton Harbour, située sur l'île de Union.
Les Tobago Cays sont constituées de : Petit Rameau, Petit Bateau, Baradal, Jamesby et Petit Tabac. Cette dernière est la seule des cinq à être exclusivement corallienne et est séparée des 4 autres par un récif. Très visité par les touristes, à quelques milles au vent, un îlot entouré d'un lagon : World's end Reef.
Les Tobago Cays sont devenues un des hauts lieux des passionnés de la voile. Soudés par la plus belle barrière corallienne des Antilles, ces quelques rochers tapissés de conques de lambis, coquillages géants à la nacre rose, abritent un mouillage circulaire de toute beauté. Les fonds marins, escarpés comme des canyons, y foisonnent de mérous, de chirurgiens et de poissons-coffres. On y observe également tortues de mer et raies.
Des bouées sont présentes dans le parc sur lesquelles les bateaux des visiteurs peuvent s'amarrer. Le prix était de XCD 60 par bateau par jour en juillet 2024.
Quelques scènes de Pirates des Caraïbes, la Malédiction du Black Pearl ont été tournées aux Tobago Cays, sur Petit Tabac.